# Atalaia (Montijo)
Atalaia is een plaats (freguesia) in de Portugese gemeente Montijo en telt 1312 inwoners (2001).